# Idiomacromerus silybi
Idiomacromerus silybi är en stekelart som beskrevs av Askew 2004. Idiomacromerus silybi ingår i släktet Idiomacromerus och familjen gallglanssteklar.
Artens utbredningsområde är Spanien. Inga underarter finns listade i Catalogue of Life.